# Duossal
Duossal är en metall plåt där rostfritt stål och aluminium pressats samman under högt tryck. Namnet är skapat av "duo" + "SS" (stainless steel, rostfritt stål) + "Al" (aluminium). Materialet används till lättare kastruller, med aluminium på utsidan för bra värmeledning och rostfritt stål på insidan för hårdhet och resistens mot repor.